# Lentiszombathely megállóhely
Lentiszombathely megállóhely egy Zala vármegyei vasúti megállóhely Lenti településen, a MÁV üzemeltetésében.
A névadó Lentiszombathely településrész központjától körülbelül egy kilométerre délnyugatra helyezkedik el, külterületek között; közúti elérését csak egy önkormányzati út biztosítja a 7537-es út felől.

## Vasútvonalak
A megállóhelyet az alábbi vasútvonalak érintik:
- Zalaegerszeg–Rédics-vasútvonal

## Kapcsolódó állomások
A megállóhelyhez az alábbi állomások vannak a legközelebb:
- Iklódbördőce megállóhely (Zalaegerszeg–Rédics-vasútvonal)
- Lenti vasútállomás (Zalaegerszeg–Rédics-vasútvonal)

## Forgalom
| Járat        | Útvonal | Gyakoriság                    |
| ------------ | --- | ----------------------------- |
| személyvonat | Zalaegerszeg – Bocfölde – Sárhida – Bak – Baktüttös – Tófej – Rádiháza – Gutorfölde – Ortaháza – Csömödér-Páka – Iklódbördőce – Lentiszombathely – Lenti – Rédics | Napi 4 pár                    |
| személyvonat | Zalaegerszeg – Bocfölde – Sárhida – Bak – Baktüttös – Tófej – Rádiháza – Gutorfölde – Ortaháza – Csömödér-Páka – Iklódbördőce – Lentiszombathely – Lenti          | Nyári menetrendben napi 1 pár |